# Super Game Boy
Super Game Boy (jap. ス ー パ ー ゲ ー ム ボ ー イ Sūpā gēmu bōi) – 16-bitowy adapter do Super Nintendo Entertainment System (znany jako Super Famicom w Japonii). Był to pierwszy dodatek Game Boy oparty na konsoli Nintendo. Super Game Boy pozwalał grać na ekranie telewizora w gry przeznaczone na Game Boya i sterowane za pomocą kontrolerów Super Famicom / SNES. Wydany w czerwcu 1994 roku, Super Game Boy sprzedawany był za 59,99 dolarów w Stanach Zjednoczonych, w Wielkiej Brytanii za 49,99 funtów. Super Game Boy jest prekursorem Game Boy Player na Nintendo GameCube, który działał w podobny sposób.

## Sprzęt
Super Game Boy składa się z tego samego sprzętu, co Game Boy; wewnątrz kasety jest oddzielny procesor przetwarzający podczas gry SNES tylko przyciśnięcia użytkownika, wyjście grafiki na ekranie, a dodatkowo barwienia, podobne do wersji adaptera Atari 2600 i 5200.